# Церковь Георгия Победоносца (Вексицы)
Церковь Георгия Победоносца — православный храм в селе Вексицы Ростовского района Ярославской области. 
На месте села Вексицы жило финно-угорское племя меря, которое дало название реке, от названия реки пошло уже название села. В исторических документах говорится. что село было основано в 1629 году, хотя точная дата основания неизвестна. До 1764 года эти земли находились под прямой юрисдикцией митрополита РПЦ. В селе были две деревянные церкви: летняя и зимняя. На их месте был выстроен каменный храм Георгия Победоносца, который был освящён в 1798 году. В храме было три придела — святого Великомученика Георгия, Живоначальной Троицы и Успения Божией Матери. В 1910 году около храма была построена типовая приходская школа, а также в селе работало приходское попечительство. Церковь была закрыта в 1930-х годах, храмовую часть использовали под склад, верхние ярусы колокольни были снесены. В настоящее время церковь заброшена.